# The Limba
The Limba, pseudonimo di Mūhametäli Radikuly Ahmetjanov (in kazako Мұхаметәлі Радикұлы Ахметжанов?; Almaty, 13 dicembre 1997), è un cantante kazako di origine uigura.

## Biografia
Originario di Almaty, si è avvicinato al mondo musicale nel 2017 e ha citato Chris Brown, Christina Aguilera e The Weeknd come musicisti di influenza. Il primo album in studio My edem domoj, uscito nel 2018, è stato seguito dal disco Ja doma, messo in commercio l'anno seguente; il progetto ha segnato la svolta commerciale dell'artista, poiché è risultato uno dei dischi di maggior successo durante il 2020 su VK Muzyka, la seconda principale piattaforma streaming russa.
Nel 2020 ha collaborato con Andro nella hit X.O, che ha riscontrato popolarità nella CSI, riuscendo a scalare la Eesti Tipp-40 fino al 13º posto. Il brano, che è stato anche interpretato da Ol'ga Buzova, gli ha valso una candidatura come hit di Internet nell'ambito del Žara Music Award.
L'anno successivo è stato pubblicato attraverso la divisione russa della Atlantic Records il terzo album in studio Anima, anticipato dall'estratto Chentaj. Nel marzo 2023 è invece uscito l'LP Celine.
A cavallo fra luglio e settembre 2024 ha conseguito la sua prima numero uno nella Romanian Top 100 e il primo ingresso nella top five moldava con Mamma mia (2023).

## Discografia

### Album in studio
- 2018 – My edem domoj
- 2019 – Ja doma
- 2021 – Anima
- 2023 – Celine
- 2024 – Ėlita

### Singoli
- 2017 – Reflex
- 2018 – Pojdëm so mnoj?
- 2018 – Vsë prosto
- 2018 – Pustynja
- 2018 – Obmanula
- 2018 – Podruga (con AlvinToday)
- 2018 – Sofity
- 2018 – Vižu, no ne slyšu (con Tanir)
- 2018 – Drugaja (con i Planettu)
- 2018 – Čemodan (con Qontrast)
- 2018 – Favorit (con Qobee)
- 2019 – Ne najdu (con Deke)
- 2019 – Naivnaja (con M'Dee e ABDR)
- 2019 – Enigma
- 2019 – Klassno (con Dilnaz Ahmadieva)
- 2019 – Ne najdu (con Fatbelly)
- 2019 – Ne dam (con Yanke e Lumma)
- 2019 – Sinie fialki
- 2019 – Skandal
- 2019 – Refresh (con Darrem, Tolebi, Qontrast, M'Dee, ABDR, Smok SB e Bonaport)
- 2019 – Sakura
- 2020 – Tabletka
- 2020 – X.O (con Andro)
- 2020 – Ne odna
- 2020 – Coco L'Eau (con Egor Krid)
- 2020 – Daj mne otvet
- 2021 – Noir (con Aarne e Markul)
- 2021 – Romin (con Skriptonit)
- 2021 – Insajd
- 2021 – Chentaj (con Rachim)
- 2021 – Ona tebja ljubit (con Slava Marlow e Ėldžej)
- 2021 – Boss (con Jony)
- 2022 – Sekret
- 2022 – Izvestnym (con Morgenštern)
- 2022 – Kiki
- 2022 – Skol'ko stoit ljubov' (con Morgenštern, Niletto e BoombL4)
- 2022 – Ne bol'no
- 2022 – Proof (con Arut)
- 2022 – Novogodnjaja pesnja (con Jony, Egor Krid e A4)
- 2023 – Pej do dna (con Arut)
- 2023 – Money (con By Indija)
- 2023 – Ty i ja (con Konfuz)
- 2023 – Mamma mia (solo o con Misha Miller e Andro feat. Dyce)
- 2024 – Maybe (con Macan)
- 2024 – Stories (con White Gallows)
- 2024 – Ostan'sja (con Andro e Daša Ėpova)
- 2024 – Čužaja nevesta (con Dyce)
- 2025 – Flirtuj
- 2025 – Namëki
- 2025 – Pochorošela
- 2025 – Lokony
- 2025 – Na bare (con Shady)

### Collaborazioni
- 2019 – Mjau-mjau (AlvinToday feat. The Limba)
- 2019 – Modno (Tolebi feat. The Limba)
- 2019 – Rassvet (Loren feat. The Limba)
- 2020 – Po prjatam (Loren feat. The Limba)
- 2021 – Na čile (GeeGun feat. Egor Krid, The Limba, Blago White, OG Buda, Timati, Soda Luv & Guf)